# Patalja
Patalja är en ort i Mexiko.   Den ligger i kommunen Tanlajás och delstaten San Luis Potosí, i den centrala delen av landet, 250 km norr om huvudstaden Mexico City. Patalja ligger 269 meter över havet och antalet invånare är 344.
Terrängen runt Patalja är kuperad åt sydost, men åt nordväst är den platt. Runt Patalja är det ganska tätbefolkat, med 111 invånare per kvadratkilometer. Närmaste större samhälle är Ejido San José Xilatzén, 2,9 km norr om Patalja. I omgivningarna runt Patalja växer huvudsakligen savannskog.